# Hochheid

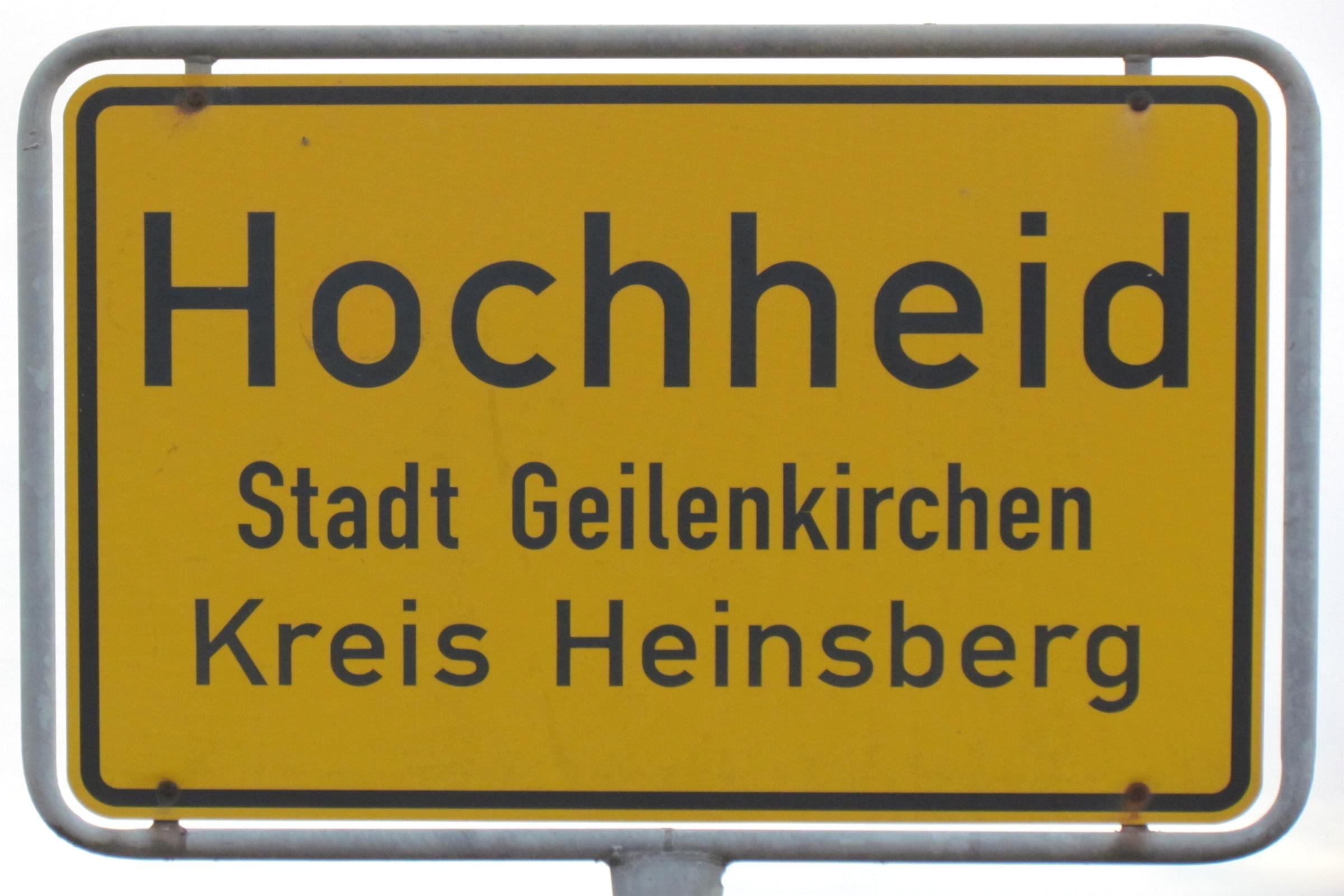
Ortsschild

Hochheid ist ein Ortsteil der Mittelstadt Geilenkirchen im Kreis Heinsberg im Bundesland Nordrhein-Westfalen.

## Geographie

### Lage
Hochheid liegt circa zwei Kilometer nördlich von Geilenkirchen in der Nähe der Bundesstraße 221, die von Straelen im Kreis Kleve über Heinsberg und Geilenkirchen nach Alsdorf in die Städteregion Aachen verläuft. Die Strecke hat eine Länge von 75 km.

### Gewässer
Bei Starkregen und bei Schneeschmelze fließt das Oberflächenwasser aus Hochheid zum Graben Zumdahl (GEWKZ 282874), der nach einer Länge von 3,614 km in die Wurm fließt.

### Nachbarorte
| Hatterath  | Tripsrath                                   | Kraudorf   |
| Rischden   | Kompassrose, die auf Nachbargemeinden zeigt | Müllendorf |
| Niederheid | Geilenkirchen                               | Süggerath  |

### Siedlungsform
Hochheid ist ein beidseitig, locker bebauter Weiler.

## Geschichte

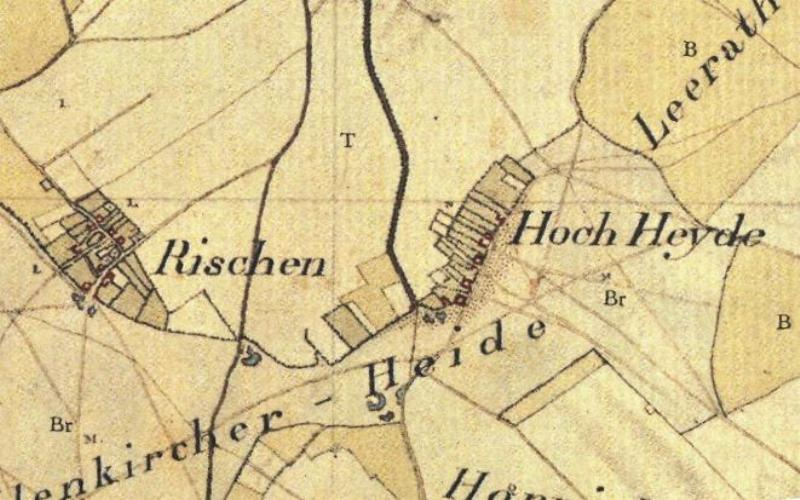
Hochheid auf der Tranchotkarte 1803–1820

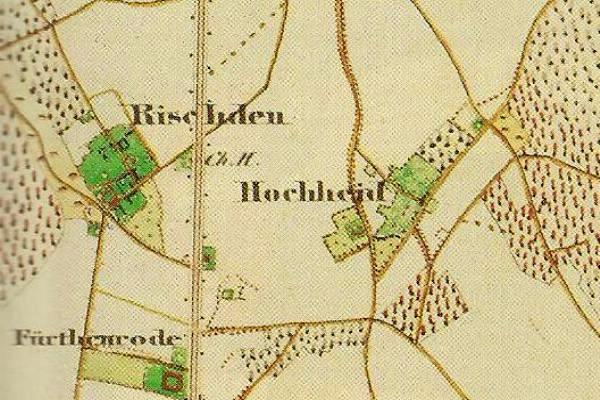
Hochheid auf der Urkatasterkarte 1846

### Ortsname
- 1501 Hoheheidt
- 1623 uff der hoger Heiden
- 1820 Hoch Heyde
- 1846 Hochheid

### Ortsgeschichte
Hochheid gehörte früher zum Jülicher Amt Geilenkirchen, ebenso das Gericht. Die Flurbezeichnung in der Gemarkung trägt den Namen Geilenkircher Heide.
Tripsrath hatte 1828 insgesamt 56 Einwohner, 1852 waren es 58 Einwohner. Im Zuge der Gebietsreform zum 1. Januar 1972 blieben die Orte Tripsrath, Hochheid und Rischden bei der Stadt Geilenkirchen.
Die Orte Tripsrath, Hochheid und Rischden bilden eine Dreidörfergemeinschaft. Ihr gemeinsamer Treffpunkt ist das Bürgerhaus, die frühere Alte Schule in Tripsrath. Unter dem Motto: Bürgerhaus stärkt die Gemeinschaft wurde das Haus im September 2011 seiner Bestimmung übergeben.

### Kirchengeschichte

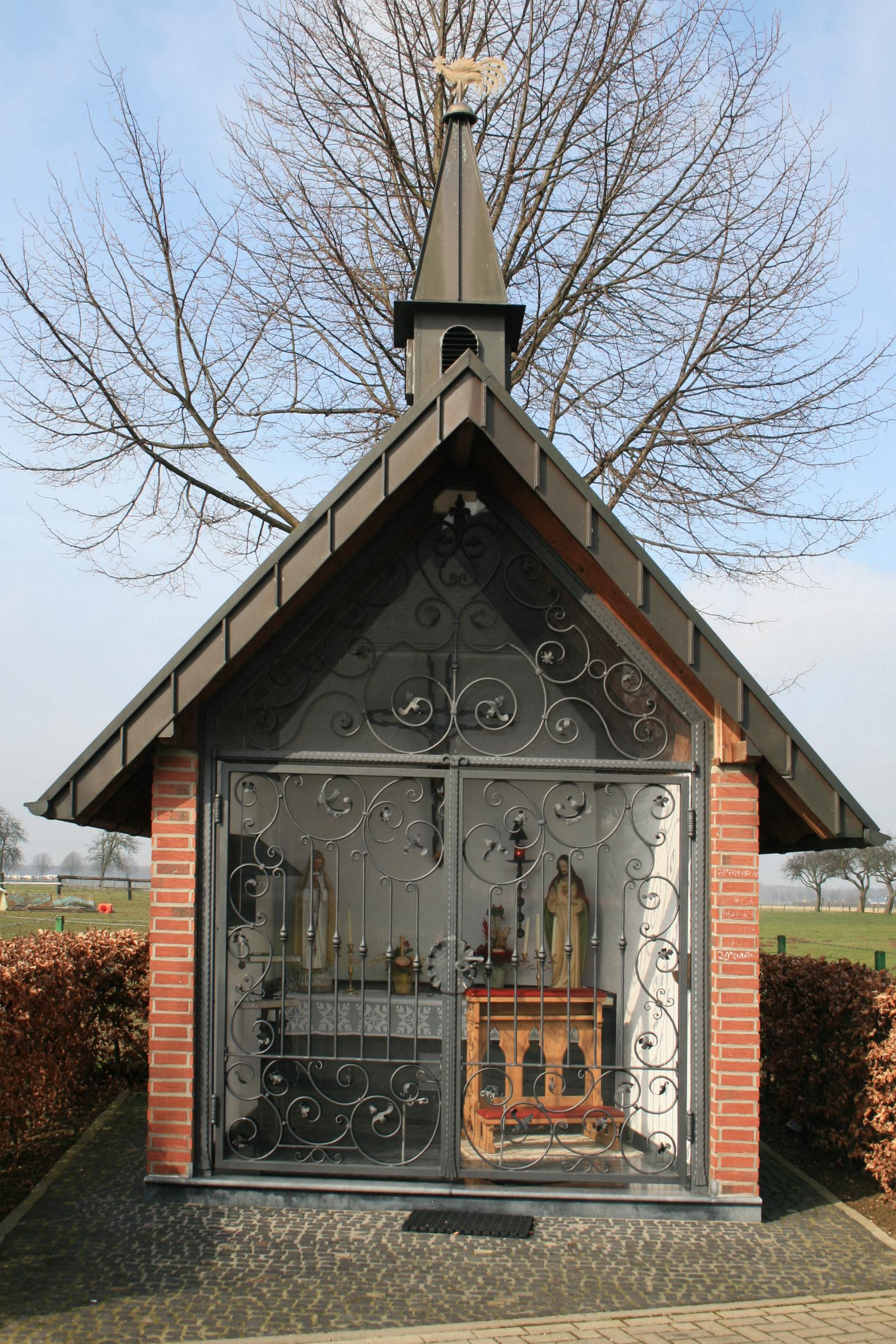
Kapelle in Hochheid

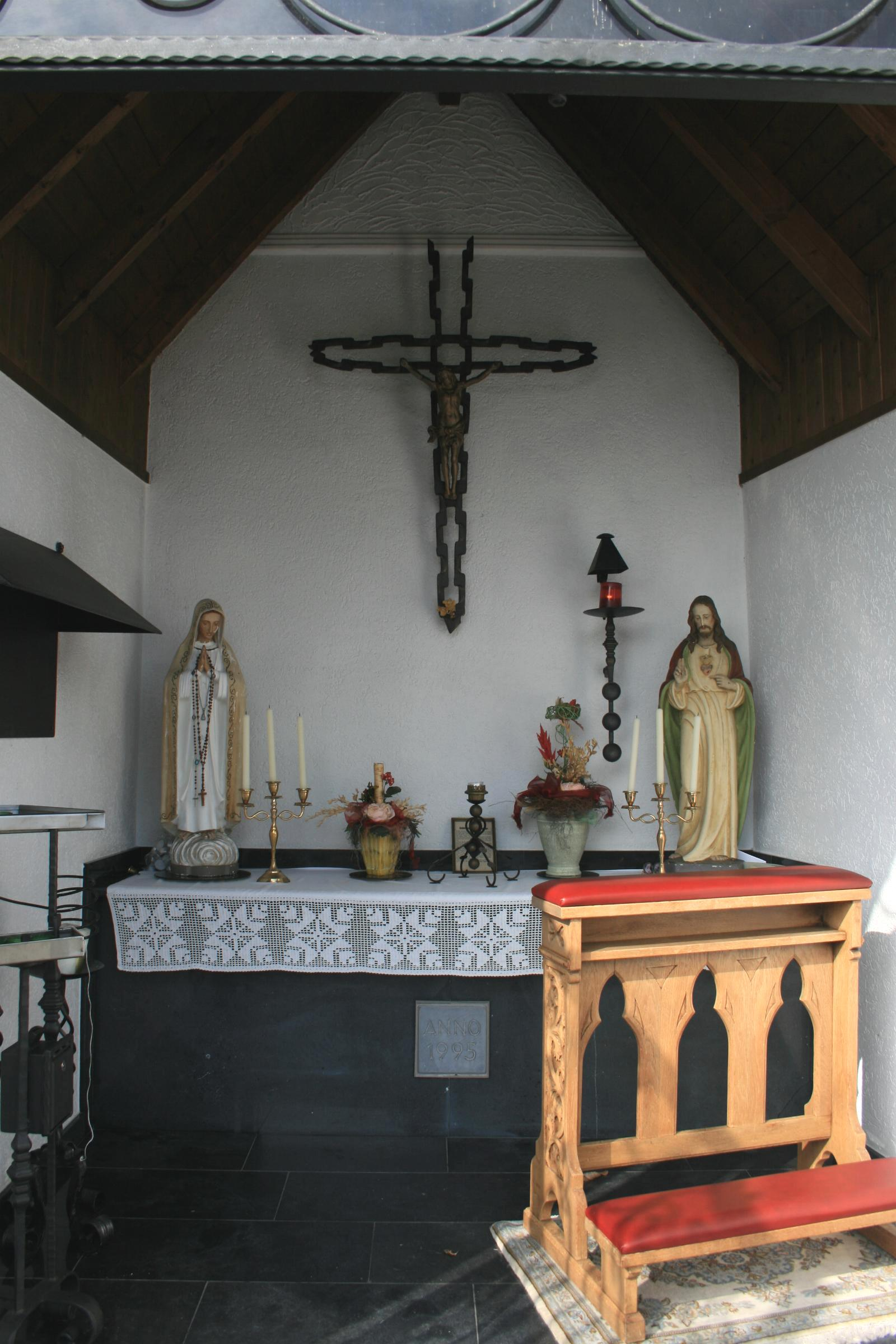
Innenansicht der Kapelle in Hochheid

Die Pfarre St. Anna Tripsrath setzt sich aus den Orten Tripsrath mit Brüggerhof, Hochheid, Rischden und Königshof zusammen. Die Bevölkerung besteht zum größten Teil aus Katholiken.
Die Pfarrgemeinde St. Anna in Tripsrath entstand durch Abpfarrung der Ortschaften Tripsrath mit Königshof, Hochheid und Rischden von der Pfarre St. Marien in Geilenkirchen. Möglich wurde dies durch Schenkungsversprechen von 80 Personen zur Finanzierung eines Rektorats sowie der Schenkung eines Grundstückes zur Errichtung der Pfarrkirche von Frl. Adele Wilhelmine Cockerill, die als Auflage die Erhebung zur Pfarrkirche vorsah.
1869 beschloss der Kirchenvorstand die Gründung eines eigenen Rektorates, 1870 wurde in Tripsrath eine Scheune als Notkirche eingerichtet. Am 9. Januar 1891 wurde Tripsrath zur Pfarre erhoben. Am 8. August 1873 legte Weihbischof Baudri den Grundstein zum Kirchenbau. Die feierliche Einweihung war am 30. Mai 1893. Im Kriegsjahr 1944/45 wurde die Kirche schwer beschädigt, 1953 war der Wiederaufbau fertiggestellt.
Im Zuge der Pfarrgemeindereformen im Bistum Aachen wurde die ehemals eigenständige katholische Pfarrgemeinde St. Anna Tripsrath in die Gemeinschaft der Gemeinden (GdG) St. Bonifatius Geilenkirchen eingegliedert.

### Schulwesen
- Volksschule Tripsrath auch für Hochheid 1925: 2 Klassen, 2 Stufen, 1 Lehrer, 1 Lehrerin, 78 Kinder
- Volksschule Tripsrath auch für Hochheid 1965: 2 Klassen, 2 Lehrerstellen, 72 Kinder

## Politik
Gemäß § 3 (1) k) der Hauptsatzung der Stadt Geilenkirchen bilden die Orte Tripsrath, Hochheid und Rischden einen Stadtbezirk, der durch einen Ortsvorsteher im Stadtrat der Stadt Geilenkirchen vertreten wird.

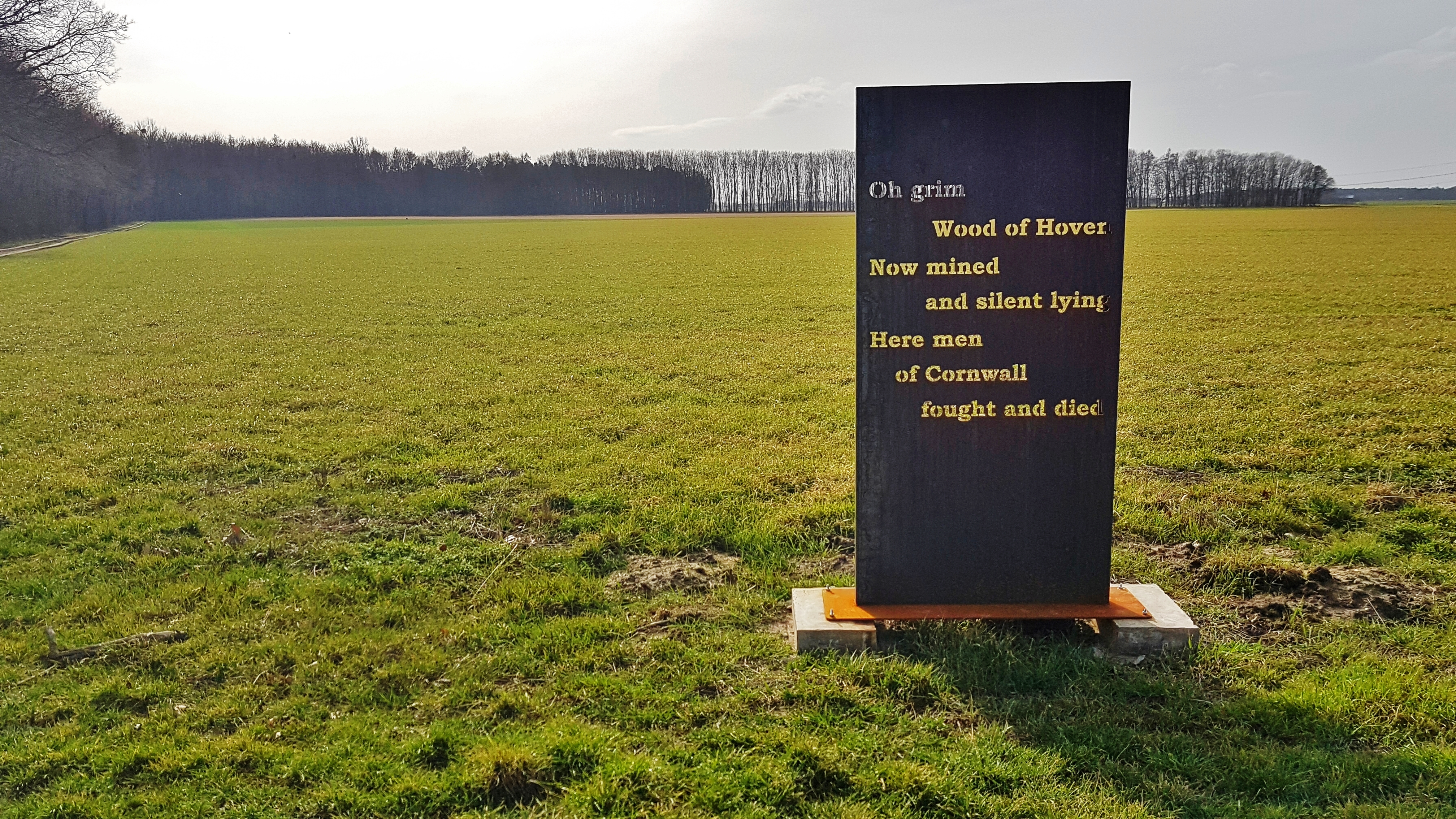
In Gedenken an die Winterkämpfe Nov. 1944 - Febr.1945 im Raum Rischden -Tripsrath - Hoven

## Sehenswürdigkeiten
- Katholische Pfarrkirche St. Anna als Denkmal Nr. 1
- Buntverglasung in der katholischen Pfarrkirche[6]
- Kapelle in Hochheid als Denkmal Nr. 18

## Infrastruktur

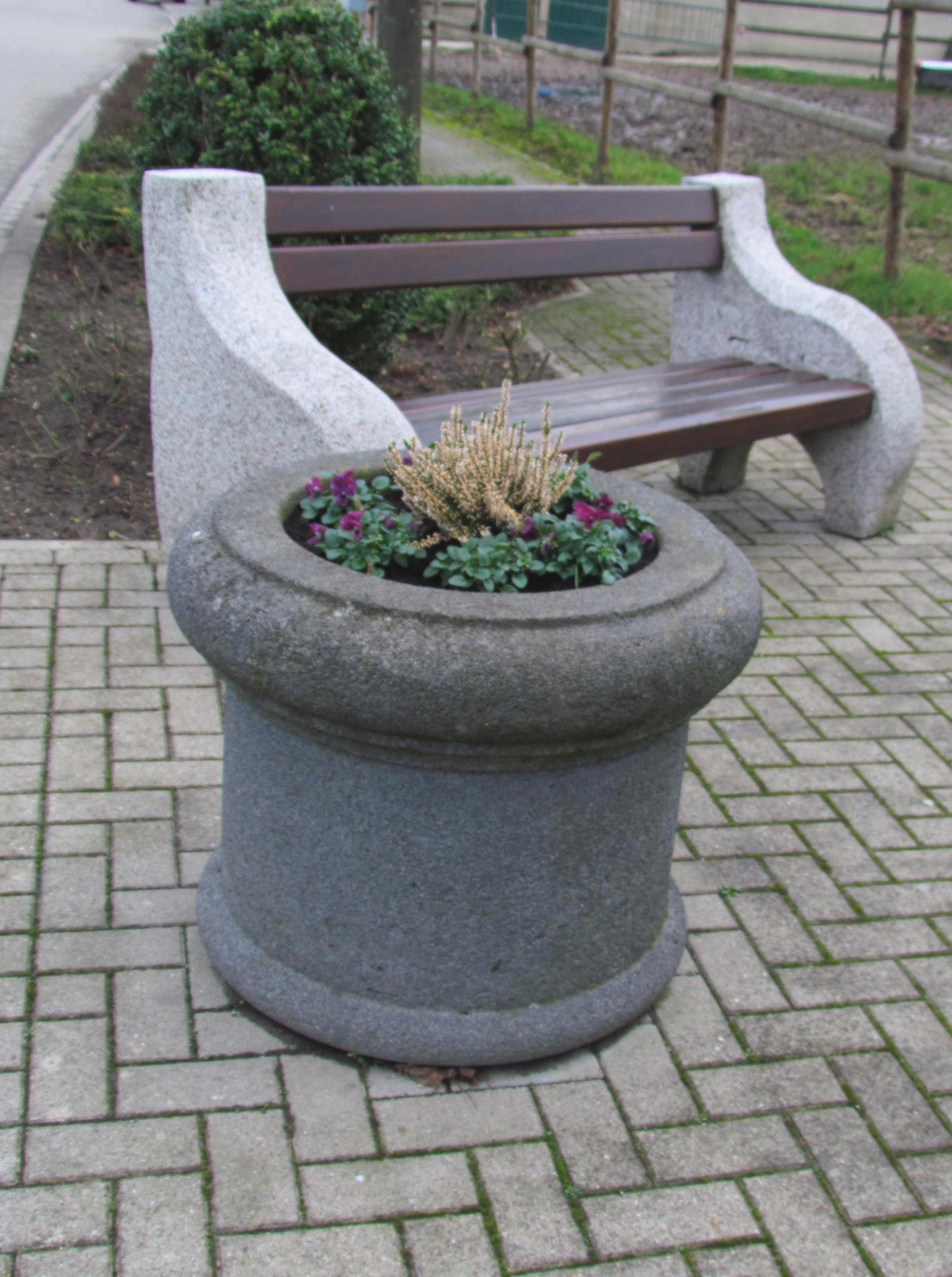
Gemütlichkeit braucht einen Platz

- Es existieren mehrere landwirtschaftliche Betriebe mit Tierhaltung, ein Pferdehof und ein Handel für Kaminholz.
- Der Spielplatz für Hochheid befindet sich in Tripsrath, Am Pöllenweg.
- Der Ort hat Anschluss an das Radverkehrsnetz NRW.

## Verkehr
Die AVV-Buslinien 410 und GK2 der WestVerkehr verbinden Hochheid wochentags mit Heinsberg und Geilenkirchen. Abends und am Wochenende kann der Multi-Bus angefordert werden.
| Linie | Verlauf |
| ----- | --- |
| 410   | (Oberbruch Schulzentrum – Unterbruch –) Heinsberg Busbf – Heinsberg AOK – (Schleiden – Uetterath – Rischden) / (Aphoven – Scheifendahl – Straeten – Waldenrath – Tripsrath – Hochheid) – (Bauchem – Geilenkirchen Schulzentrum – Bauchem –) Geilenkirchen Bf |
| GK2   | (Geilenkirchen Bf – Bauchem) / (Gillrath – Hatterath) – Niederheid (– Rischden – Tripsrath – Hochheid) |

## Vereine
- Freiwillige Feuerwehr Geilenkirchen Löschgruppe Tripsrath auch zuständig für Hochheid
- Hochheider Dorfverein e. V.
- Musikverein Sankt Anna Tripsrath e. V.
- SV (Spielvereinigung) Süggerath-Tripsrath 09/18 1999 e. V.
- Kath. Kindergarten Sankt Anna Tripsrath

## Straßennamen
Am Elsenbusch, Hochheid, Pfarrer-Holzberg-Straße